# إيملي ويست
إيملي ويست (بالإنجليزية: Emily West)‏ هي مغنية ومغنية مؤلفة أمريكية، ولدت في 6 يوليو 1981.

## وصلات خارجية
- الموقع الرسمي
- إيملي ويست على موقع IMDb (الإنجليزية)
- إيملي ويست على موقع ميوزك برينز (الإنجليزية)
- إيملي ويست على موقع قاعدة بيانات الفيلم (الإنجليزية)